# Renia flavipunctalis
Renia flavipunctalis är en fjärilsart som beskrevs av Charles Andreas Geyer 1832. Renia flavipunctalis ingår i släktet Renia och familjen nattflyn. Inga underarter finns listade.